# KkStB-Tenderreihe 75
| KFNB P / kkStB 75         | KFNB P / kkStB 75 | KFNB P / kkStB 75 |
| ------------------------- | ----------------- | ----------------- |
| kein Bild vorhanden       |                   |                   |
| Technische Daten          |                   |                   |
|                           | P 801–807         | P 808–811         |
|                           | 75.01–07          | 75.08–11          |
| Anzahl der Achsen         | 3                 | 3                 |
| Baujahr                   | 1902–1903         | 1902–1903         |
| Stückzahl                 | 11                | 11                |
| Radstand                  | 3200 mm           | 3200 mm           |
| Laufrad-Ø                 | 970 mm            | 970 mm            |
| Wasser                    | 12,4 m³           | 12,4 m³           |
| Kohle                     | 7,5 m³            | 7,5 m³            |
| Leergewicht               | 16,4 t            | 16,7 t            |
| Dienstgewicht             | 34,8 t            | 35,1 t            |
| gekuppelt mit Lokomotiven | 27                | 27                |

Die kkStB-Tenderreihe 75 war eine Schlepptenderreihe der kkStB, deren Tender ursprünglich von der Kaiser Ferdinands-Nordbahn (KFNB) stammten.
Die KFNB beschaffte diese Tender 1902/03 von der Wiener Neustädter Lokomotivfabrik für ihre Lokomotiven der Reihe IIIc.
Nach der Verstaatlichung reihte die kkStB sie als Reihe 75 ein.
Sie blieben immer mit den Maschinen der Reihe 27 gekuppelt.